# Мальорка (королевство)
Короле́вство Мальо́рка или Майо́рка (кат. Regne de Mallorca, исп. Reino de Mallorca, фр. Royaume de Majorque) — средневековое королевство, вассальное королевству Арагон, созданное королём Арагона Хайме I Завоевателем после завоевания Балеарских островов в ходе Реконкисты в северо-западном Средиземноморье. Столицей государства был Перпиньян в области Руссильон.

## Образование королевства

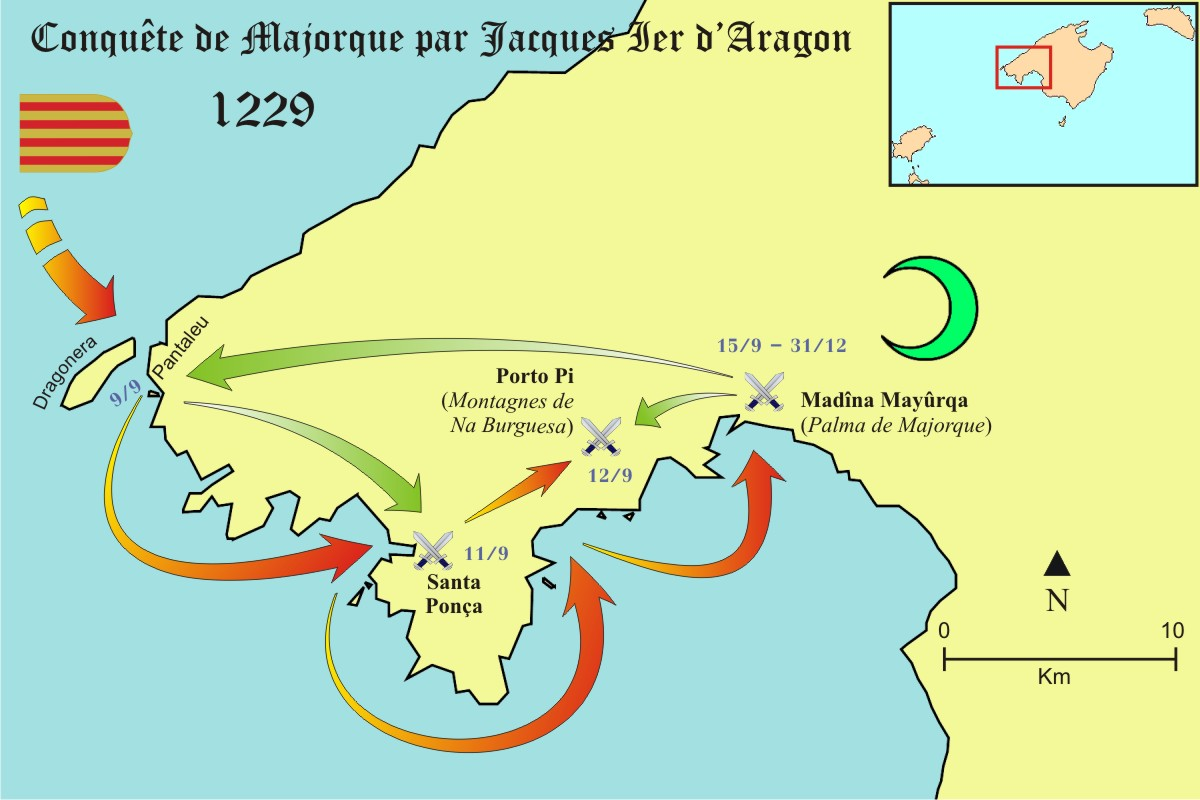
Завоевание Мальорки королём Арагона Хайме I Завоевателем (1229 год).

Мальорка была отвоёвана Хайме I у династии Альмохадов в 1229—1232 годах. Ещё не до конца овладев островом, Хайме в 1231 году провозгласил Мальорку королевством, состоящим в унии с Арагоном. Тогда же он передал права сеньора острова Мальорки своему кузену, португальскому инфанту Педру Урхельскому в обмен на графство Урхель.
В 1235 году арагонцами были завоёваны острова Ивиса (Ибица) и Форментера, присоединённые к Мальорке.
В 1244 году Педру поменял права сеньора Мальорки на владения в Валенсии, но в 1254 году он вновь получил Мальорку. Педру умер в 1256 году, после чего Мальорка вновь вернулась под прямое управление короля Хайме.
В 1260 году умер старший сын короля Хайме I, Альфонсо. В 1262 году Хайме написал завещание, по которому после его смерти королевский домен должен быть разделён между его сыновьями. Инфант Педро должен был получить Арагонское королевство, куда входили собственно Арагон, Валенсия и Барселона. А для другого сына, Хайме (1243—1311), отец реструктурировал королевство Мальорка, коему теперь был дан вассальный статус. Кроме Балеарских островов в него вошли каталонские графства Руссильон и Сердань, а также владения в Окситании — сеньория Монпелье, виконтство Карла в Оверни и баронство Омела около Монпелье. Наследство Хайме II было небольшим и слабым, но существенным, поскольку молодое королевство располагалось в средиземноморском стратегическом анклаве между двумя большими королевствами — Францией и Арагоном, которые постоянно воевали. Осознавая хрупкость королевства Мальорка, Хайме I планировал завоевание Сардинии, чтобы присоединить и её к новому королевству. Также он вёл переговоры о браке сына Хайме с Беатрисой, дочерью графа Амадея V Савойского, но эти планы не были реализованы.

## Правление Хайме II

Герб королей Мальорки

Хайме II унаследовал королевство после смерти отца в 1276 году. Столицей королевства стал Перпиньян в Руссильоне.
Став королём, Хайме отказался платить дань старшему брату, Педро III, королю Арагона. Занятый разными внутренними проблемами королевства, он только в 1279 году урегулировал отношения с Арагоном, признав себя вассалом Педро. В том же году монархи в Перпиньяне заключили договор, по которому возрождался политический и экономический контроль королей Арагона над Мальоркой, восстановив объединённую юрисдикцию Арагонской короны. Это соглашение должно было обусловить прочную связь между королевствами.
После завоевания в 1282 году королём Педро III Арагонским Сицилии, принадлежавшей Карлу I Анжуйскому, папа римский Мартин IV отлучил Педро от церкви, что автоматически делало его изгоем среди европейских монархов и освобождало его подданных от присяги. Хайме решил воспользоваться этим, чтобы выйти из подчинения Арагону. В 1283 году он признал французского короля Филиппа III Смелого сеньором графства Монпелье, а также разрешил французским армии и флоту свободный проход через Руссильон.
В мае 1284 года папа Мартин объявил о низложении Педро III и предоставил арагонскую корону Карлу Валуа, второму сыну Филиппа III Французского. Поскольку Педро III не собирался подчиняться вердикту папы и не отказывался от арагонской и сицилийской корон, Мартин IV объявил против короля крестовый поход. Армия Филиппа III и Карла Валуа, пройдя Руссильон и перевалив Пиренеи, вторглась в Каталонию. В 1285 году французы после долгой осады взяли Жерону — первый крупный город Каталонии. Здесь папский легат короновал Карла Валуа в качестве короля Арагона. Поскольку далеко не все вассалы поддержали Педро III, его положение было критическим. Но вскоре ход войны изменился: сицилийский флот под командованием Рожера де Лориа разбил французов, что лишило Филиппа III возможности получать подкрепления и продовольствие из Франции, а в лагере самой французской армии началась эпидемия дизентерии. Французы просили у Педро III перемирия, чтобы иметь возможности отступить за Пиренеи. Но Педро III отказал в перемирии и устроил врагам засаду у перевала Паниссар (Panissars), в которой французы были разбиты. 5 октября 1285 года Филипп III умер в Перпиньяне, его сын Филипп IV Красивый предпочёл прекратить боевые действия. Теперь уже Педро перешёл Пиренеи и занял Руссильон, а Хайме вновь признал себя вассалом Арагона и, опасаясь брата, бежал под защиту французов в Нарбонну, однако его дети попали в руки Педро. Педро начал подготовку к экспедиции на Мальорку, но во время её подготовки умер.
Намеченный поход осуществил старший сын Педро, Альфонсо III Арагонский. В 1285 году он захватил Мальорку, а в 1286 году — Ивису. Кроме того, в 1287 году он окончательно отвоевал у арабов последний из Балеарских остров — Менорку. Балеарские острова пребывали под контролем Альфонсо вплоть до его смерти в 1291 году. Под управлением Хайме оставались только Руссильон, Сердань и Монпелье.
Новый король Арагона, Хайме II Справедливый, признал решение папы римского Бонифация VIII о возвращении Балеарских островов Хайме II Мальоркскому (договор в Ананьи, 1285 год). Также по договору он освободил содержавшихся под стражей детей Хайме Мальоркского. В 1298 году Хайме II Арагонский добился того, чтобы Хайме II Мальоркский признал себя вассалом короля Арагона. После этого Хайме II больше не воевал.
За время своего правления Хайме II Мальоркский постарался укрепить своё королевство. Он провёл политику сельскохозяйственной колонизации, создал денежную систему, наладил производство тканей. Он начал строительство дворцов и замков. В Перпиньяне Хайме построил королевский дворец, а в Пальме-де-Мальорка — дворец Альмудену.

## Правление Санчо I Тихого
После смерти Хайме II в 1311 году ему наследовал второй сын, Санчо II Тихий (1277—1324). Он стал наследником престола в 1299 году, когда его старший брат Хайме стал францисканцем и отрёкся от прав на трон. В 1302 году он женился на Марии, дочери короля Неаполя Карла II, что укрепило недавно заключённый мир между Анжуйским и Арагонским домами.
Первую половину своего правления он продолжал политику отца, укрепляя стабильность королевства. Однако он столкнулся с трудностями из-за требований города Пальма-де-Мальорка о большей автономии.
После упразднения ордена Тамплиеров Санчо присоединил их владения в королевстве. Однако он не преследовал тамплиеров, живших в его землях.
Санчо также постарался обуздать оппозиционных аристократов Руссильона, восставших против его отца во время крестового похода на Арагон. Так, в 1321 году он лишил большей части владений виконта Кастельну Жаспе V. При этом аристократия, поддержавшая отца, смогла увеличить свои владения за счёт попавших в опалу.
Начиная с 1315 года Санчо, не имевший детей, столкнулся с претензиями короля Арагона Хайме II, желавшего после смерти Санчо присоединить Мальорку к Арагону. В своём завещании Санчо признал наследником своего племянника Хайме. Это завещание было признано королём Арагона в обмен на выплату большого долга, который Санчо приобрёл во время вторжения в Сардинию, что погрузило королевство в серьёзный финансовый кризис.

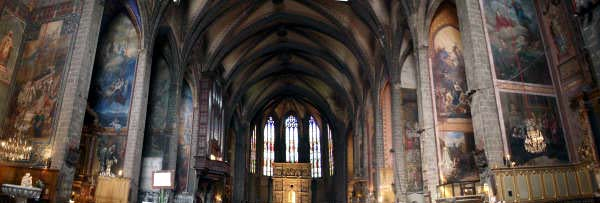
Перпиньянский собор — главный храм Мальоркского королевства.

## Присоединение королевства к Арагону
Хайме III Смелый (1315—1349) был сыном инфанта Фернандо (1278—1316), князя Ахейского с 1314 года. После гибели отца Хайме унаследовал права на княжество Ахейское. После смерти короля Санчо в 1324 году Хайме унаследовал его королевство. Регентом при малолетнем короле стал младший брат Санчо, Филипп. Однако он, будучи духовным лицом, не пользовался поддержкой аристократии. На опекунство высказал претензии граф Гастон II де Фуа, двоюродный брат Филиппа и Санчо, которого поддержали бывшие советники Санчо. Эта запутанная ситуация была решена только после того, как Хайме III стал совершеннолетним.
Хайме был вынужден проводить политику, навязываемую ему Арагоном. Ему навязали участие в войне с Генуей (1329—1336), которая привела к потере многих экономических рынков для королевства. Для того, чтобы компенсировать финансовые потери, Хайме был вынужден поднять налоги.
Кроме того, новый король Арагона Педро IV в 1341 году разорвал отношения с Мальоркой. В мае 1343 года Педро вторгся на Балеарские острова и завоевал их, разбив армию Хайме около Санта-Понсы. В 1344 году Педро захватил Руссильон и Сердань, присоединив большую часть королевства к Арагону. В руках Хайме остались только французские владения. Но в 1349 году он продал их королю Франции Филиппу VI, чтобы набрать армию, с которой он вторгся на Мальорку. 25 октября 1349 года в битве при Льюкмажоре Хайме был разбит и погиб, а его малолетние дети, Хайме IV (1337—1375) и Изабелла (1337—1403), были увезены в плен в Барселону. Мальорка окончательно вошла в состав Арагона, а затем в состав Испанского королевства.
Хайме IV носил титул короля Мальорки, однако никакой возможности вернуть королевство у него не было. Он сумел завоевать часть Ахейского княжества, права на которую унаследовал через свою бабушку, Изабеллу де Сабран. Умер Хайме бездетным в 1375 году. Его сестра, Изабелла, вышла замуж за маркиза Джованни II Монферратского, передав Монферратскому дому права на Мальоркское королевство.
В 1716 году специальным декретом Мальорка была провозглашена частью испанской провинции Балеарские острова.
|                                              |  |                                          |  |                                                   |
| Королевский дворец Альмудена в городе Пальма |  | Капелла королевского дворца в Перпиньяне |  | Собор в Пальме — усыпальница королевской династии |

## Список королей Мальорки
- 1231—1276: Хайме I Завоеватель (1208—1276), король Арагона, граф Барселоны и сеньор Монпелье с 1213, король Мальорки с 1231, Валенсии с 1238, граф Урхеля 1231—1236
- 1276—1311: Хайме II (1243—1311), король Мальорки, граф Руссильона и Сердани, сеньор Монпелье
- 1311—1324: Санчо I Тихий (1277—1324), король Мальорки, граф Руссильона и Сердани, сеньор Монпелье
- 1324—1344: Хайме III Смелый (1315—1349), король Мальорки, граф Руссильона и Сердани, сеньор Монпелье, князь Ахейский с 1316

## Титулярные короли Мальорки
- 1344—1349: Хайме III
- 1349—1375: Хайме IV (1337—1375), титулярный король Мальорки, князь Ахейский
- 1375—1403: Изабелла (1337—1403), титулярная королева Мальорки